# 一頁台北
《一頁台北》，官方法語名，官方日語名，是一部以台灣台北為題材的浪漫愛情電影，在海外獲得多項殊榮。《一頁台北》在2010年2月14日情人節當晚於德國柏林國際電影節舉行首映，並在2月21日榮獲「青年導演論壇」最佳亞洲電影獎項（Network for the Promotion of Asian Cinema）。4月2日在台灣上映。內容講述男主角小凱，想盡辦法離開台北到巴黎，與前女友見面。在準備前往巴黎的前夕，巧遇誠品書店店員Susie，引發在台北一夜的浪漫歷險。
《一頁台北》是新進美籍華裔導演陳駿霖繼銀熊獎得獎短片《美》後，首部編導的長片作品。戲中女主角郭采潔也是首次進軍大銀幕，並憑該片奪得2010年台北電影節「最佳新演員獎」。截至首輪放映結束，《一頁台北》在台北票房為1328萬新台幣，在台灣票房則超過2500萬。《一頁台北》為2010年Google上半年度台灣關鍵字搜尋排行榜第三位，僅次於網絡爆紅的林育群和旅美棒球球星郭泓志。

## 劇情簡介
|        | 聽說，巴黎是個戀愛的城市，我在想，那台北呢？ |
| ——小凱 |                                              |

小凱每夜總是蹲坐在24小時營業的誠品書店敦南店的法文書架下，看著法文教材，唸著法語，不斷說著法語（我愛你）。書店店員Susie，每晚見到這個看書又不購買男孩，引起她的興趣，對癡心自學法文的小凱搭訕。小凱一直想念著已前往巴黎的女友霏霏。當初兩人承諾一起到巴黎，今天卻分隔兩地。小凱一直想盡辦法離開台北，要去巴黎一趟。然而出身路邊麵館的家庭，無法負擔他前往巴黎的開銷。偶爾遇上來吃麵的豹哥，答應幫助小凱到巴黎一趟，條件是要他帶個「小東西」過去。
小凱在準備飛往巴黎追尋愛情的前夕，發生在台北的一夜歷險展開。在夜市裡與好友高高巧遇Susie，手上神秘的「小東西」引來警察和準備「大幹一票」的阿洪和手下這兩幫人追逐。高高被阿洪的手下綁架了，小凱牽起Susie的手在台北的街頭狂奔，擺脫警察的追捕，拯救了高高。兩人在台北街頭、師大夜市、台北捷運、大安森林公園、戀人旅館等等平日習以為常的地方的奇遇、歷險和奔跑引發一夜浪漫，揭起了屬於小凱和Susie的台北新一頁。

## 上映日期

### 戲院
- 台灣：2010年4月2日至5月20日及台灣各戲院二輪上映
- 新加坡：2010年7月29日
- 香港：2010年8月13日至8月14日、[8]8月15日、[9]8月19日－9月15日
- 德國：2010年11月25日
- 日本東京：2011年3月12日

### 電影節
《一頁台北》率先在德國柏林國際電影節放映，其後在香港、台灣、澳洲、日本、韓國、泰國、澳洲、加拿大、美國、英國、法國、意大利及西班牙等多個國家地區參與影展。
| 電影節                             | 環節           | 播映日期                                                | 播映時間                                          | 備注                   |
| ---------------------------------- | -------------- | ------------------------------------------------------- | ------------------------------------------------- | ---------------------- |
| 柏林国际电影节                     | 青年導演論壇   | 2010年2月14日 2010年2月15日 2010年2月17日 2010年2月18日 | 晚上7:15 晚上8:00 晚上10:30 下午2:00、晚上9時30分 | 全球首映               |
| 法國杜維爾亞洲影展                 |                | 2010年3月13日                                           | 下午5:00                                          | [ 11 ]                 |
| 三藩市亞美影展                     |                | 2010年3月19日                                           | 晚上7:00                                          | 聖荷西開幕夜、閉幕電影 |
| 香港國際電影節                     | 台灣新生代     | 2010年3月23日 2010年3月25日                             | 晚上7:00、晚上7:15 晚上9:30                       | 亞洲首映               |
| 澳門國際電影及錄像展               | 國際影片精選   | 2010年4月5日                                            | 晚上7:30                                          | [ 16 ]                 |
| 夏威夷国际电影节                   | HIFF春季影展   | 2010年4月22日                                           | 晚上8:45                                          | [ 17 ]                 |
| 洛杉磯亞太電影節                   |                | 2010年4月29日                                           | 晚上8:45                                          | 開幕電影               |
| 巴塞隆納亞洲電影節                 |                | 2010年5月2日 2010年5月5日                               | 晚上10:45 晚上8:00                                | [ 20 ]                 |
| 雪梨電影節                         |                | 2010年6月5日 2010年6月13日                              | 下午4:00 晚上7:30                                 | [ 21 ]                 |
| 西雅圖國際電影節                   | 現代世界影院   | 2010年6月6日 2010年6月7日 2010年6月12日                 | 下午6:30 下午4:00 下午6:00                        | [ 22 ]                 |
| 愛丁堡國際電影節                   |                | 2010年6月23日 2010年6月26日 2010年6月27日               | 下午6:15 下午1:00 早上10:15                       | [ 23 ]                 |
| 台北電影節                         | 台北電影獎     | 2010年7月4日 2010年7月9日                               | 下午1:30 早上10:00                                | [ 24 ]                 |
| 福冈亞洲电影节                     |                | 2010年7月9日 2010年7月10日                              | 下午5:00 下午2:00                                 | [ 25 ]                 |
| 羅馬亞洲國際電影節                 |                | 2010年7月17日                                           | 早上11:30                                         | [ 26 ]                 |
| 紐約亞美國際電影節                 | 新台灣電影展   | 2010年7月17日                                           | 晚上9:30                                          | [ 27 ]                 |
| 達拉斯亞洲電影節                   |                | 2010年7月23日 2010年7月29日                             | 晚上7:00 下午12:00                                | 開幕電影               |
| 墨爾本國際電影節                   |                | 2010年7月31日 2010年8月5日                              | 下午4:45 晚上9:30                                 | [ 29 ]                 |
| 密爾瓦基電影節                     |                | 2010年9月25日 2010年10月2日                             | 晚上9:30 晚上7:00                                 | [ 30 ]                 |
| 華盛頓哥倫比亞特區亞太及美洲電影節 |                | 2010年10月7日                                           | 晚上7:30                                          | 開幕電影               |
| 韓國釜山影展                       | 亞洲電影院之窗 | 2010年10月10日 2010年10月12日                           | 晚上8:30 下午2:00                                 | [ 32 ] [ 33 ]          |
| 聖地牙哥亞洲電影節                 |                | 2010年10月28日 2010年10月2日                            | 晚上7:00                                          | 閉幕電影               |
| 曼谷世界電影節                     | 當代亞洲       | 2010年11月7日 2010年11月9日                             | 下午5:30 下午1:20                                 | [ 35 ]                 |
| 多倫多REEL亞洲國際電影節           |                | 2010年11月14日 2011年11月15日                           | 晚上8:00 晚上7:00                                 | 閉幕電影               |
| 亞洲之家泛亞電影節                 |                | 2011年3月13日                                           | 下午8:00                                          | [ 37 ] [ 33 ]          |
| 青春影展（台灣）                   |                | 2011年4月16日 2011年4月18日 2011年5月11日 2011年5月17日 | 下午2:30 晚上6:30 下午2:30 晚上6:30               | [ 38 ]                 |
| 明尼阿波利斯國際電影節             |                | 2011年4月23日 2011年5月3日                              | 下午4:45 下午5:15                                 | 閉幕電影               |
| 芝加哥國際電影節                   |                | 2011年6月8日 2011年6月11日                              | 下午6:30 下午2:00                                 | [ 40 ]                 |

## 角色介紹
| 演員   | 角色        | 介紹                                             |
| 郭采潔 | Susie       | 書店打工，個性活潑開朗的女孩，對小凱心動。       |
| 姚淳耀 | 小凱        | 大學畢業的社會新鮮人，家裡開麵店。               |
| 張孝全 | 基永        | 追蹤毒品交易案件的警察，媛媛前男友。             |
| 柯宇綸 | 阿洪        | 房屋仲介職員，豹哥的手下。                       |
| 曾珮瑜 | 媛媛        | 基永的女朋友，美麗、賢慧。                       |
| 楊祐寧 | 雷蒙Raymond | 媛媛的外遇對象，基永的情敵。（客串演出）         |
| 高凌風 | 豹哥        | 曾經是黑道大哥，目前是房屋仲介公司的老闆。       |
| 楊士平 | 文朝        | 豹哥的頭號手下，自年輕時就跟隨豹哥做事。         |
| 姜康哲 | 高高        | 全家便利商店店員，與小凱是從小一起長大的好朋友。 |
| 嚴正嵐 | 桃子        | 高高在全家便利商店的同事。                       |
| 黃緣文 | 紅毛        | 阿洪的跟班之一，在房地產公司上班。               |
| 夏經倫 | 貢丸        | 阿洪的跟班之一，在房地產公司上班。               |
| 王博玄 | 斗仔        | 阿洪的跟班之一，在房地產公司上班。               |
| 曾子鑑 | 吳興        | 基永的學弟，剛出警校的菜鳥警察。                 |
| 許思晨 | 霏霏        | 小凱的女朋友，前往巴黎念書。                     |

## 週邊產品
- 原聲帶：電影原聲大碟（Taipei Swings!）
- 電影圖文書：《一頁台北，那個我們一起創造的小世界》 ISBN 9789868607309
- 電影海報
- 電影宣傳卡
- 紀念別針
- 電影影碟：DVD (單碟) / DVD (雙碟精裝版) / Blu-ray

## 大事紀
- 2010年2月14日，情人節晚上，《一頁台北》於德國柏林國際電影節最主要的波茲坦廣場的Cinestar戲院舉行首映，包括一頁台北演員、導演、監製德國名導文溫德斯及台北市副市長李永萍皆出席首映。[41]一頁台北在柏林頗受好評，觀眾笑聲不斷，5場放映售票全數賣光。

- 2010年2月21日，《一頁台北》在柏林國際電影節第三十四屆「青年導演論壇」獲得「最佳亞洲影片獎」，大部份演員和劇組人員沒預料會在柏林獲獎，均在較早時間離開當地，由男主角姚淳耀代表領獎。[42]

- 2010年3月14日，白色情人節，電影《一頁台北》在台北舉辦預售票粉絲握手簽名會，導演陳駿霖與郭采潔、姚淳耀、柯宇綸、姜康哲一起現身與粉絲見面。[43]

- 2010年3月15日，繼柏林國際電影節之後，《一頁台北》再在歐洲影展放映及獲得獎項。在法國杜維爾亞洲影展贏得評審團獎，但劇組人員並沒有出席頒獎晚會。[44]

- 2010年4月1日，《一頁台北》全台預售票創下近年電影預售票佳績，總數突破一萬張。當日在國賓影城舉行舉行首映，宣告電影將於翌日全台正式上映。[45]新聞局副局長許秋煌、電影處處長陳志寬及導演陳駿霖、郭采潔、姚淳耀、張孝全、柯宇綸、楊祐寧、曾珮瑜、姜康哲等演員皆出席盛會。首映會當天星光閃耀，除了電影中的演員，其他前來觀賞的影視名人包括：柯一正導演、侯孝賢導演、王中平導演夫婦、劉俊傑導演、藍正龍、黃韻玲、張榕容、溫昇豪、許紹博、吳定謙、黃建瑋、房思瑜、梁赫群、張兆志、鍾欣凌、季欣霈、王嘉莉、劉知容、黃家威、柯怡安、紀培慧和陶維均。[46]

- 2010年4月6日，《一頁台北》上映4天，在全台21家戲院開出亮眼票房，全台票房破千萬，超越《海角七號》和《聽說》首週紀錄。[47]

- 2010年4月14日，《一頁台北》上映兩周全台票房破2千萬。[5]

- 2010年5月20日，《一頁台北》結束在台灣電影院首輪放映。

## 榮耀

### 入圍
- 入選2007年韓國釜山影展電影推廣計畫[48]
- 入選2008年法國坎城影展L'Atelier電影資助計畫[48][49]
- 入圍2010年法國杜維爾亞洲電影節
- 入圍2010年柏林國際電影節「青年導演論壇」
- 入圍2010年香港國際電影節「國際影評人聯盟奬」[50]
- 入圍2010年「費比西國際影評人獎」
- 入圍2010年「奈派克亞洲電影獎」
- 入圍2010年台北電影節「台北電影獎」
- 入圍2010年福岡亞洲電影節
- 導演陳駿霖入圍2011年第十一届华语电影传媒大奖「最佳新导演」[51]

### 開/閉幕影片
- 榮為2010年舊金山亞美影展閉幕影片
- 榮為2010年洛杉磯亞太影展開幕影片[52]
- 榮為2010年達拉斯亞洲電影節開幕影片
- 榮為2010年聖地牙哥亞洲電影節閉幕影片
- 榮為2010年华盛顿哥伦比亚特区亞太及美洲電影節開幕影片[53]

### 獎項
- 榮獲2010年柏林國際電影節青年導演論壇「最佳亞洲影片獎」（Network for the Promotion of Asian Cinema，簡稱）
- 榮獲2010年法國杜維爾亞洲影展評審團獎
- 榮獲2010年舊金山亞美影展觀眾票選最佳影片
- 榮獲2010年巴塞隆納亞洲電影節「金榴槤獎」[54]
- 女主角郭采潔榮獲2010年台北電影節「台北電影獎」最佳新演員獎 [55]
- 榮獲2010年達拉斯亞洲電影節「最佳劇情長片獎」[56]

## 電視通告
演員及導演曾參與以下電視節目，為電影作宣傳：（日期為播出時間）
- 2010年3月14日《沈春華life show》（收集天使笑容的女孩） （郭采潔、陳駿霖）
- 2010年3月19日《百萬小學堂》（郭采潔、姚淳耀）
- 2010年3月25日《得獎的事》（讚！！北部夜市 小吃吃不停）（柯宇綸、陳駿霖）
- 2010年3月26日《國光幫幫忙》（爲了宣傳戲 我什麽都可以?! ）（郭采潔、姚淳耀）
- 2010年3月29日《大學生了沒》（一定要懂的校園活動! ）（郭采潔、姚淳耀）
- 2010年3月30日《娛樂百分百》（一頁台北影友會）（郭采潔、姚淳耀、張孝全）
- 2010年4月3日《娛樂@亞洲》（台北一夜浪漫）（郭采潔、姚淳耀）

## 相關連結
- BETA CINEMA
- 《一頁台北》官方部落格
- 《一頁台北》的Facebook專頁
- 《一頁台北》日本官方網站
- 《一頁台北》德國官方網站
- YouTube上的一頁台北頻道
- Yahoo奇摩電影上《一頁台北》的資料（繁體中文）
- MSN娛樂上《一頁台北》的資料（繁體中文）

- 開眼電影網上《一頁台北》的資料（繁體中文）
- 豆瓣电影上《一頁台北》的資料 （简体中文）
- 时光网上《一頁台北》的資料（简体中文）
- AllMovie上《一頁台北》的资料（英文）
- 爛番茄上《一頁台北》的資料（英文）
- 香港影庫上《一頁台北》的資料（繁體中文）
- 互联网电影数据库（IMDb）上《一頁台北》的资料（英文）